# توماس كوتور
توماس كوتور (بالفرنسية: Thomas Couture)‏ هو رسام فرنسي، ولد في 21 ديسمبر 1815 في سينليس في فرنسا، وتوفي في 30 مارس 1879 في فيلييه لو بيل في فرنسا.

## معرض صور

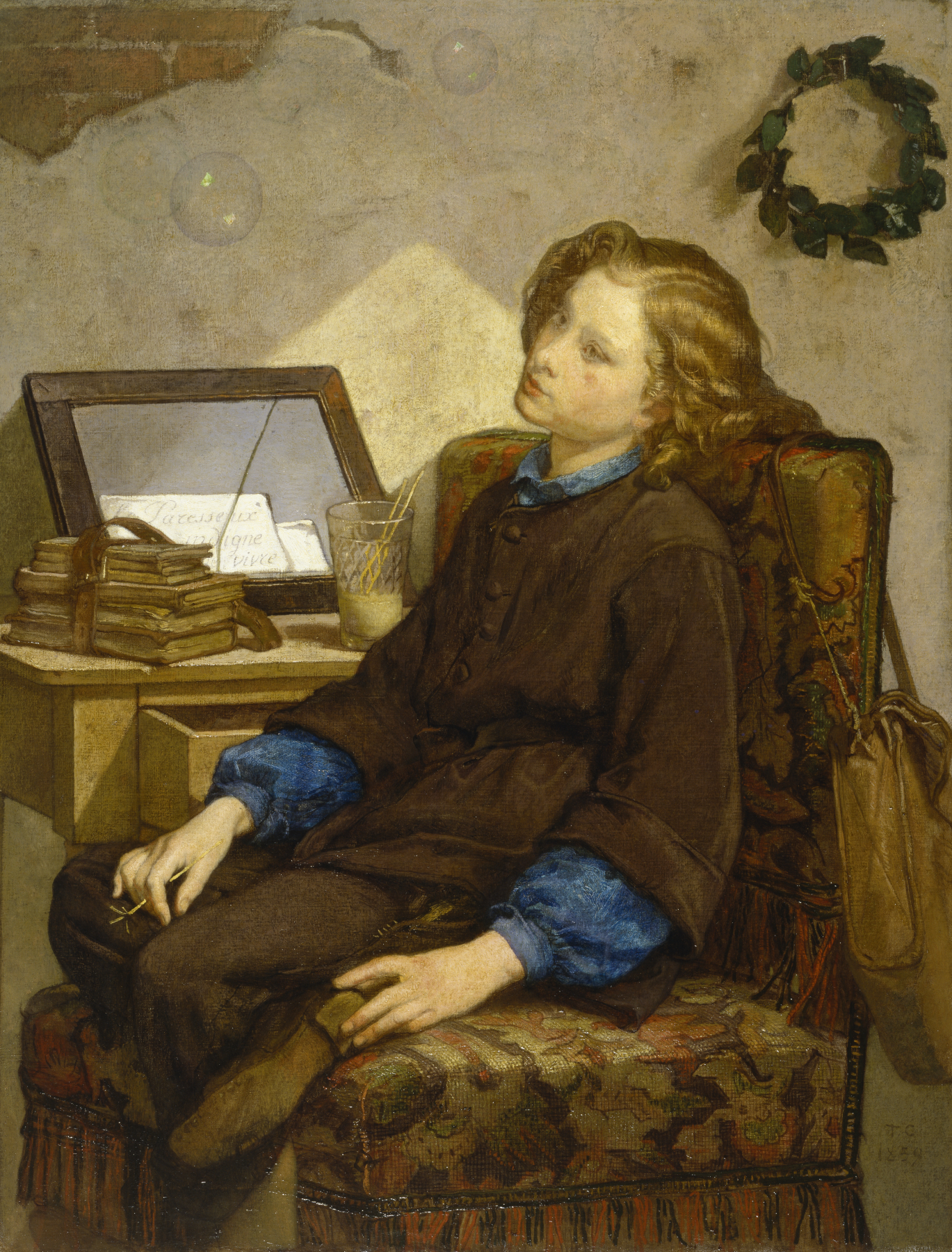
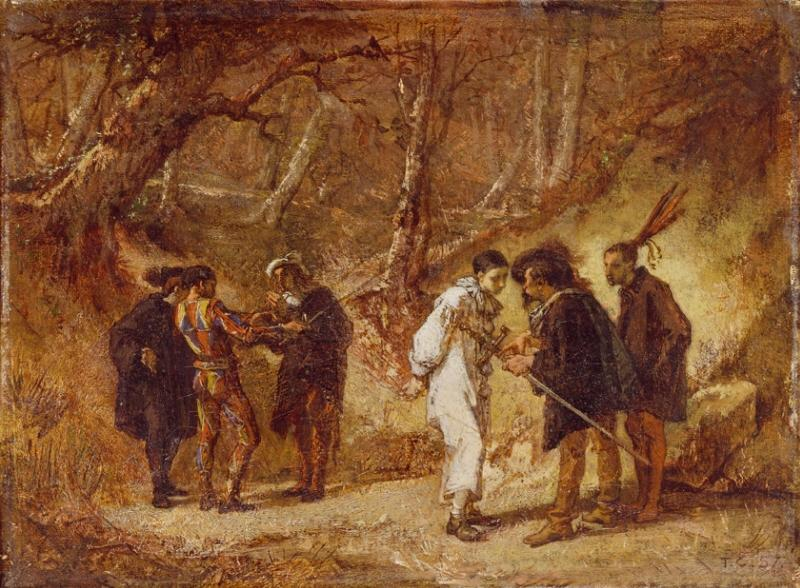
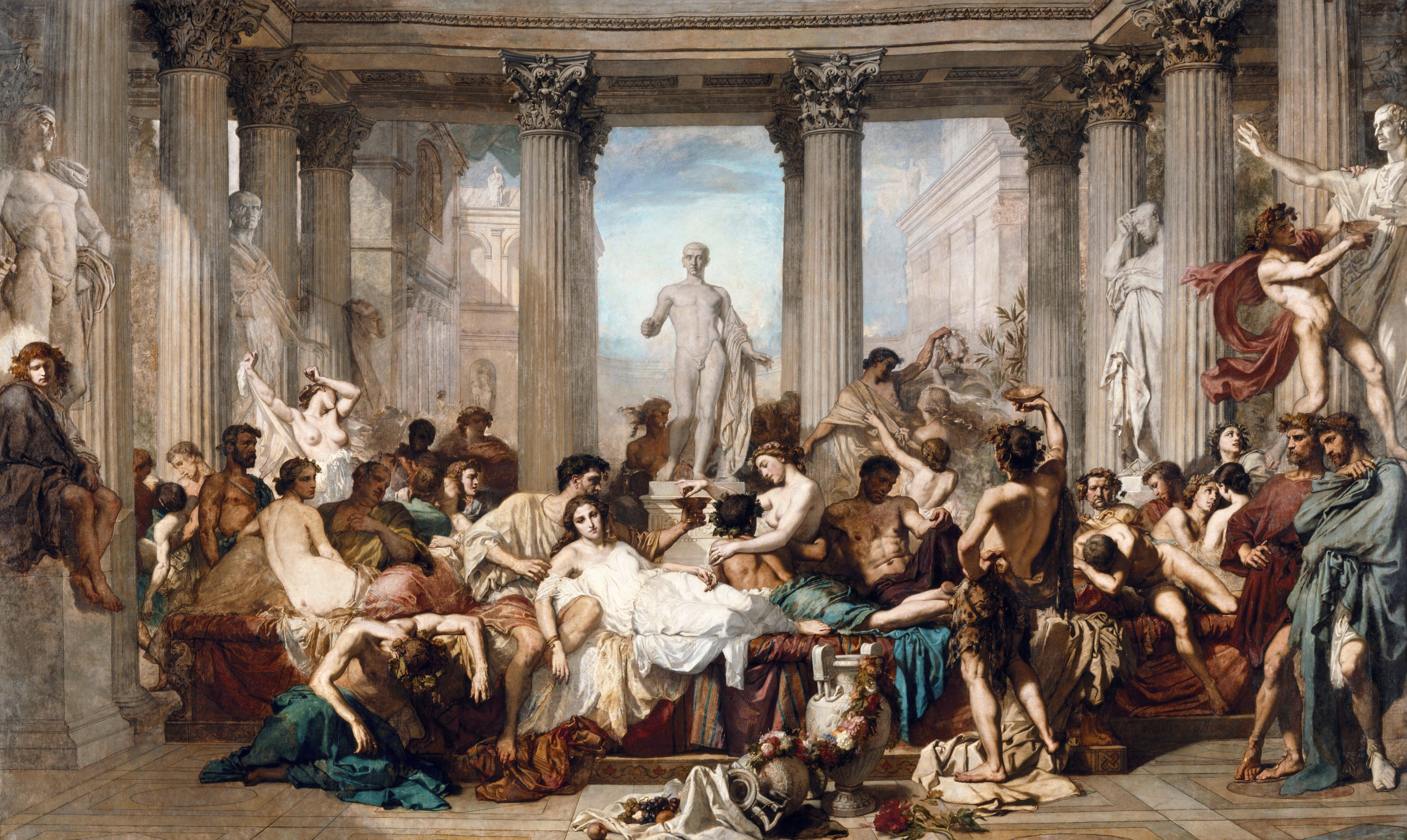
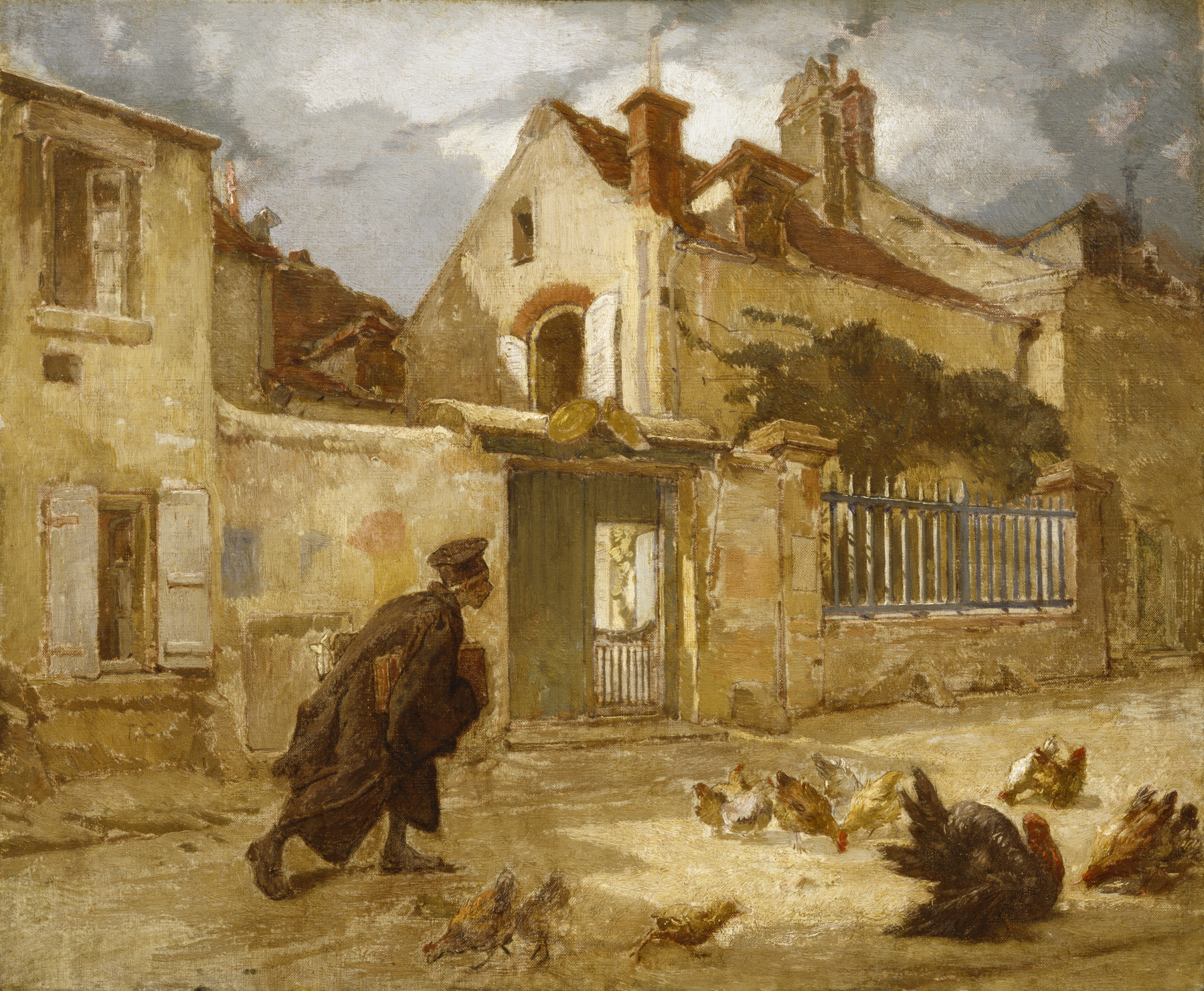
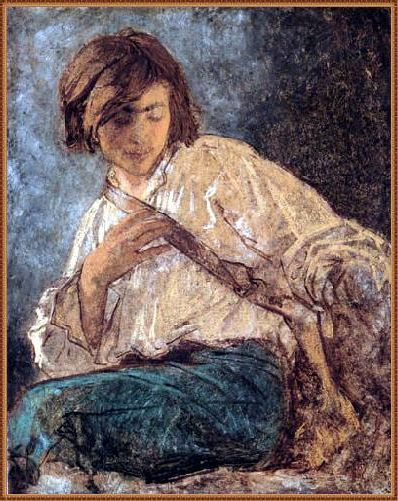
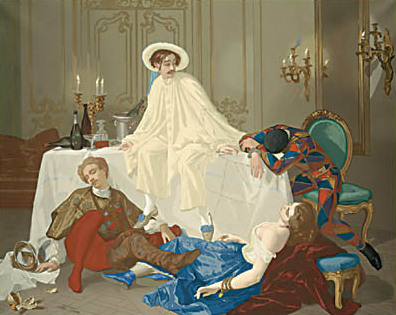

## وصلات خارجية
- توماس كوتور على موقع الموسوعة البريطانية (الإنجليزية)